# Feliniopsis opposita
Feliniopsis opposita är en fjärilsart som beskrevs av Walker 1865. Feliniopsis opposita ingår i släktet Feliniopsis och familjen nattflyn. Inga underarter finns listade i Catalogue of Life.